# Cardiophorus chobauti
Cardiophorus chobauti is een keversoort uit de familie kniptorren (Elateridae). De wetenschappelijke naam van de soort is voor het eerst geldig gepubliceerd in 1899 door Buysson.